# Belgijska antarktička ekspedicija
Belgijska antarktička ekspedicija od 1897. do 1899. bila je prva zimska ekspedicija na Antakrtiku. Prva belgijska ekspedicija na Antarktik, koju je predvodio Adrien de Gerlache de Gomery na brodu RV Belgica, smatra se prvom ekspedicijom herojskog doba istraživanja Antarktika. Među njenim članovima bili su Frederick Albert Cook i Roald Amundsen, istraživači koji će kasnije osvojiti Sjeverni, odnosno Južni pol.